# 14827 Hypnos
För andra betydelser, se Hypnos (olika betydelser).
14827 Hypnos eller 1986 JK är en asteroid i huvudbältet som upptäcktes den 5 maj 1986 av det amerikanska astronom paret Eugene M. och Carolyn S. Shoemaker vid Palomar-observatoriet. Den är uppkallad efter Hypnos i den grekiska mytologin.
Asteroiden har en diameter på ungefär 1 kilometer och den tillhör asteroidgruppen Apollo.